# Sampalan
Sampalan is een bestuurslaag in het regentschap Karawang van de provincie West-Java, Indonesië. Sampalan telt 5854 inwoners (volkstelling 2010).